# Tatort: Château Mort
Château Mort ist ein Fernsehfilm aus der Kriminalreihe Tatort. Der Film mit Eva Mattes als Kriminalhauptkommissarin Klara Blum wurde vom SWR und SRF produziert und am 8. Februar 2015 erstmals ausgestrahlt. Diese 935. Folge der Tatort-Reihe ist der 28. Fall von Klara Blum und der 24. Fall von Kai Perlmann.
Die Ermittler geraten bei der Aufklärung eines Mordes bis in den Zuständigkeitsbereich der Schweizer Kollegen und arbeiten mit Kommissar Matteo Lüthi zusammen.

## Handlung
Bei Konstanz wird die Leiche des jungen Arbeitslosen Rico Schmitz aus dem Bodensee gefischt. Bei der Obduktion wird zwar eine Fremdeinwirkung festgestellt, doch kann die Tatwaffe zunächst nicht ermittelt werden. Später findet der Rechtsmediziner heraus, dass Schmitz mit einer Kanüle Druckluft in den Hals gespritzt wurde und er daraufhin qualvoll an einer Embolie starb. Hautpartikel, die möglicherweise vom Mörder stammen, konnten ebenfalls sichergestellt werden. In dem Rucksack, den das Opfer bei sich hatte, findet sich neben einigen zerschlagenen Weinflaschen auch eine intakte. Diese historisch anmutende Flasche macht die Ermittler Klara Blum und Kai Perlmann neugierig.
Sie suchen Rico Schmitzs Mutter auf, um in Erfahrung zu bringen, worin das Mordmotiv gelegen haben könnte. Er wohnte in letzter Zeit in einem Wohnwagen am See und hatte zuletzt als Aushilfe für den Großwäscherei-Besitzer Clemens Koch gearbeitet. Doch obwohl er Abitur hatte und sich eine feste Arbeit hätte suchen können, jobbte er nur gelegentlich und beschäftigte sich lieber intensiv mit der Badischen Revolution 1848/49. Zumindest deuten die Bücher darauf, die Blum und Perlmann in seinem Wohnwagen vorfinden.
Um die antike Weinflasche zu analysieren, kontaktieren die Ermittler den Wein-Experten Hans Lichius. Dessen Meinung nach könnte es sich um eine sogenannte Droste-Flasche handeln, was er jedoch für unwahrscheinlich hält, da er selber vor kurzem eine Charge von wenigen Flaschen des Hochzeitsweins  der Annette von Droste-Hülshoff ausfindig machen konnte, der auf Auktionen derzeit sechsstellige Beträge einbringt. Blum vermutet, dass Schmitz die Flasche gestohlen haben könnte, daher setzt sie sich mit dem Auktionshaus in der Schweiz in Verbindung, welches die wertvollen Flaschen verwaltet. Susann Tobler versteigert die Objekte nicht nur, sondern lagert sie auch auf Wunsch fachgerecht und optimal klimatisiert ein. Blum bittet ihren Schweizer Kollegen Matteo Lüthi von der Thurgauer Polizei, eine Käuferliste zu überprüfen, um herauszufinden, wem möglicherweise eine der wertvollen Flaschen abhandengekommen ist.
Lüthi ermittelt seltsamerweise parallel in diversen Geldwäsche-Fällen und stößt dabei ebenfalls auf Susann Tobler und ihr Auktionshaus. Beim Einkauf von altem und kostspieligem Wein lässt sich Vermögen unversteuert bei dem Auktionshaus deponieren, ohne dass Steuerbehörden Zugriff auf das Vermögen haben. Als die Kriminalbeamten erkennen, dass die beiden Fälle möglicherweise miteinander im Zusammenhang stehen, beschließen sie, als Trio zusammenzuarbeiten. Blum stellt bei der Überprüfung der Auktionskunden fest, dass der Wäschereibesitzer Clemens Koch darunter ist, bei dem das Opfer „schwarz“ gearbeitet hat. Seinem Verhalten nach wirkt er auf die Ermittler verdächtig. Schmitz könnte ihm eine Flasche gestohlen haben, und im Streit darum könnte der ihn umgebracht haben.
Perlmann ist sich dagegen sicher, dass Schmitz historische Grabungen getätigt hat und dabei auf einen weiteren Fund des wertvollen Hochzeitsweins gestoßen ist. Seine Vermutung scheint sich zu bestätigen, als der Weinexperte Lichius die Echtheit des Inhalts der Flasche bestätigen kann. Das würde bedeuten, dass die bisher teuer versteigerten Droste-Flaschen nicht echt sind. Daher verschweigt Lichius Blum seine Entdeckung, setzt aber Susann Tobler davon in Kenntnis, da er auch ihren Wein begutachtet hatte und den bereits erfolgten Verkauf nicht gefährden will.
Perlmann findet derweil heraus, dass Schmitz einen Mitwisser hatte. Ignatz Popp, der Besitzer eines Copy-Shops, hatte entdeckt, woran Schmitz gearbeitet hat, und bietet nun via Internet Droste-Wein zum Verkauf an. Für Susann Tobler bedeutet dies, dass herauskommen könnte, dass ihre Weine eine Fälschung sind. Um das zu verhindern, trifft sie sich mit Ignatz Popp, indem sie eine seiner Flaschen ersteigert und persönlich bei ihm abholen will. Ehe er die Gefahr erkennt, injiziert sie ihm mit einem Korkenzieher, der mit Druckluft arbeitet, eine tödliche Dosis Luft in seinen Körper, so wie schon bei Schmitz. Danach will sie auch noch Lichius als letzten Mitwisser aus dem Weg räumen und macht ihn derart betrunken, dass er nicht bemerkt, wie sie ihn mit Autoabgasen vergiften will.
Lüthi kann inzwischen die Echtheit des Weins in einem unabhängigen Labor beweisen. Als Ignatz Popp tot aufgefunden wird, vermuten Blum und Lüthi, dass der Weinexperte die Morde begangen hat. Als sie ihn aufsuchen wollen, kommt die Polizei gerade noch rechtzeitig, um ihn zu retten.
Damit ist klar, dass Susann Tobler hinter den Morden steckt und sie wird von der Schweizer Polizei festgenommen.

## Hintergrund
Die Dreharbeiten zu diesem vom Südwestrundfunk und Schweizer Radio und Fernsehen in Zusammenarbeit mit Maran Film produzierten Tatort-Krimi erfolgten in Konstanz, Baden-Baden, Reichenau und der Umgebung von Konstanz.
Bei der Erzählung der Geschichte arbeitet der Drehbuchautor in zwei Zeitebenen. Stefan Dähnert verknüpft den aktuellen Fall mit den Begebenheiten von 1848 und baut auf historisch belegten Fakten ein von ihm konstruiertes Gedankenspiel auf, das sich um das Leben der Dichterin Annette von Droste-Hülshoff und die Badische Revolution dreht.

## Rezeption

### Einschaltquoten
Die Erstausstrahlung des Tatort Château Mort am 8. Februar 2015 wurde in Deutschland insgesamt von 9,38 Millionen Zuschauern gesehen. Damit wurde ein Marktanteil von 25,6 Prozent erreicht.

### Kritik
Nina Paulsen in der Berliner Morgenpost:
„Regisseur Marc Rensing bringt Form und Inhalt in Einklang und nimmt sich Zeit, das sinnliche Erleben der drei Kommissare vor der Kulisse eines Mordes zu inszenieren.“ – „Dieser ‚Tatort‘ fällt aus dem Rahmen – und das ziemlich unterhaltsam. Das liegt auch an den Rückblenden ins Jahr 1848, die zwar nur bedingt historisch plausibel sind, aber dafür eine zweite Zeitebene eröffnen, in der ebenfalls ermittelt wird. Ein interessanter Schwenk im Tatort-Repertoire.“
Christian Buß bei Spiegel Online:
„Regisseur Marc Rensing setzt das mit Pulverdampf und Schmunzel-Schauder in Szene. Gegen Ende sitzt Perlmann mit gut erhaltener, weil wenig gelüfteter Leiche aus Revoluzzerzeiten in einem Verlies gefangen. Eigentlich ist das ganz hübsch gelungen, etwa wie ein früher Münsteraner ‚Tatort‘. Oder sind wir einfach nur nostalgisch? Im Dezember gab der SWR ja bekannt, dass das Bodensee-Revier abgewickelt wird, und nach den meist sehr langweiligen oder sehr misslungenen Konstanz-‚Tatorten‘ fanden wir das eigentlich gar nicht schade. Aber hier blinkt nun ein Tonfall auf, der Mattes und Bezzel gut bekommt.“
Annette Berger vom Stern schreibt:
„Teurer Wein, Steuerbetrug, der Mord an einem Obdachlosen und ein historisches Verbrechen. Passt nicht in einen einzigen Krimi? Doch – dieser Konstanzer ‚Tatort‘ war einfach großartig.“ – „Trotz der mehreren Handlungsstränge ist ‚Château Mort‘ spannend erzählt, die Slapstick-Momente, beispielsweise eine Weinprobe mit Weinpapst Lichius und den Ermittlern, lockern das Geschehen auf und sind nicht peinlich. Schade eigentlich, dass das Team Blum und Perlmann Ende 2016 aufhören soll.“
Kurt Sagatz in Der Tagesspiegel:
„Neben den revolutionären Verstrickungen des Jahres 1848, in denen auch das Liebesleben von Annette von Droste-Hülshoff eine bemerkenswerte Rolle spielt, kommen darin noch erlesene alte Weine und die neuen Sorgen von Steuerflüchtlingen vor, die sich in der Schweiz nach neuen Anlageformen umsehen müssen. Dähnert und Regisseur Marc Rensing haben daraus einen unterhaltsamen Krimi kreiert, auch wenn dieser im Abgang etwas erwartbar geraten ist.“ – „[…] ist ‚Château Mort‘ eine der originellsten und somit sehenswertesten ‚Tatort‘-Episoden nicht nur des SWR. Die Kommissare von beiden Seiten des Bodensees verrichten ihre Arbeit zwar unprätentiös wie eh und je. Doch mit solchen außergewöhnlichen Drehbüchern dürfte es leichter fallen, sich von der Rolle des „Tatort“-Kommissars langsam zu verabschieden.“
Oliver Jungen bei der FAZ kommt zu dem Urteil: „Es gibt hier aber einfach viel zu viel Klamottiges und Klischeehaftes. Gute Arme, fiese Reiche, involvierte Vorgesetzte, dazu reichlich ‚In vino veritas‘: Mit Spannung hat das nichts am Heckerhut. Müde schleppen sich beide Fälle dahin, müde watscheln die Kommissare am Tatort umher. […] Dem drögen Spiel entspricht die Regie von Marc Rensing, die bis auf eine bei ‚House of Cards‘ geklaute Autoszene so gar nichts Geheimnisvolles hat: ein steter Wechsel von Totalen und Nahaufnahmen der Gesichter. Die in diesen viertletzten Blum/Perlmann-‚Tatort‘ eingeschalteten historischen Szenen wirken zudem wie peinliche ‚Reenactments‘ für eine billige History-Dokumentation. Manteuffels Sommelier-Poesie trifft den Charakter des Films ganz gut: ‚In Spuren Salzgeschmack, krautige Bitterstoffe […] und im Abgang ein Hauch von Verwesung‘.“
Etwas positiver sieht Volker Bergmeister auf tittelbach.tv den Tatort und schreibt: „Regisseur Marc Rensing (‚Parkour‘) setzt nicht auf Action, längere Dialog-Passagen, ruhige Ermittlungsarbeit am Schreibtisch und eine kleine, zarte (Beinahe-)Bande zwischen Klara und Matteo beherrschen die Szenerie. Gut eingebunden sind die wenigen historischen Szenen um Annette von Droste-Hülshoff und die Revolution von 1848. Es ist die Liebe zu den Details, es sind die kleinen Szenen, die ‚Chateau Mort‘ einen gewissen Reiz geben:“
Die Kritiker der Fernsehzeitschrift TV Spielfilm geben den Daumen nach oben und meinen: „Manchmal etwas bemüht, aber durchaus unterhaltsam, und affiges Weinkennergetue kann man gar nicht genug karikieren.“ Fazit: „Geht locker runter und macht keinen Kopf.“